# Вилијам Х. Даглас
Вилијам Харис Даглас (5. децембар 1853 - 27. јануар 1944) је био амерички конгресмен из Њујорка.

## Биографија
Рођен у Њујорку, Даглас је похађао приватну школу и колеџ у Њујорку. Бавио се увозом и извозом робе.
Даглас је изабран као републиканац на педесетседмом и педесетосмом конгресу (март 4. 1901 - март 3. 1905). Одбио је да буде кандидат за реизбор 1904. и наставио је своје бивше пословне тежње. Служио је као делегат на Републиканској националној конвенцији 1908, 1912, и 1916. године. Преминуо је у Њујорку 27. јануара 1944. Сахрањен је на гробљу Слипи Холоу у Таритауну.